# Mathias Winther
Mathias Winther (25. januar 1795 – 26. februar 1834) var en dansk forfatter, redaktør og bladudgiver.

## Ungdom og afbrudte uddannelser
Han fødtes på gården Gammellund i Vissenbjerg Sogn på Fyn, hvilken den gang ejedes af hans fader, Rasmus Winther, der senere købte Aalemosegaard. Faderen blev imidlertid, som det hedder, indviklet i en for ham ulykkelig sag, forarmedes og døde 1811, og den 16-årige søn, der kun havde fået ringe skoleundervisning, stod, efter hans eget udtryk, "opvokset som et vildt Skud, der mangler Støtte".
Han viste sig at være livlig og velbegavet, og han selv ønskede at studere. Det lod sig imidlertid ikke gøre; han kom på byskriverkontoret i Odense, hvilket han dog snart forlod, i det regimentskirurg Jacob Kristian Jacobsen tog sig af ham, opmuntrede ham til at lægge sig efter kirurgien og selv underviste ham heri, mens biskop Frederik Plum læste latin med ham. 1813 kom han til København for videre at dyrke de kirurgiske studier.
Her anbragtes han under meget uheldige forhold, af hvilke hans trofaste velynder Jacobsen dog reddede ham ved at skaffe ham ansættelse som kompagnikirurg i Middelfart, senere ved
felthospitalerne i Odense. En forelskelse i en skrædder Thornings datter Christiane førte til ægteskab med hende allerede 1814. Winther skriver selv i nogle biografiske notitser som han har efterladt: "Det var den galeste Handling i mit Liv, og jeg lagde derved Grunden til en Række Gjenvordigheder, der bragte Forstyrrelse ind i mit Liv." Han var uden udsigt til at kunne forsørge en familie, men hustruen var stræbsom og skaffede foreløbig udkommet, og han rejste 1816 til København for at tage den kirurgiske eksamen. Carl Christian Rafn fik interesse for den unge mand, der viste litterært anlæg og stilistisk færdighed, og søgte at få ham frem til eksamen artium, men alt strandede på pengemangel og Winthers urolige færd.

## Litterære arbejder
I hjælpeløs tilstand vendte han snart tilbage til Odense, hvor hustruen nu var sygelig og arbejdsudygtig efter barselseng, og hvor forholdene derfor blev meget trange; hans eneste indtægt i lang tid var et lille honorar for en samling digte Vaarkvad (København 1817). Ved støtte fra sine trofaste velyndere Jacobsen og Rafn, der nu var løjtnant i Odense, fik han dog igen en stilling som eskadronskirurg i Randers (1818) og blev kort efter forflyttet tilbage til Odense, hvor han tillige blev bibliotekar ved det militære bibliotek. Men snart bragte han sig i en skæv stilling ved stridbarhed mod sin foresatte, oberst Christian Høegh-Guldberg, og end mere ved at udgive en hånende pamflet mod et skrift af provst Jens Ring Stockholm, der stod den Guldbergske slægt nær. Desuden ragede han uklar med stabskirurg Tønder, da denne nægtede ham en orlov forlænget. Han blev da afskediget som bibliotekar, men kastede sig samtidig over litterær produktion og udgav både digtsamlinger og et skuespil, alt dog kun af ringe digterisk værd. Et par af hans digte blev optaget i Johan Ludvig Heibergs Den flyvende Post.
Han fik også af mæcenen gehejmeråd Johan Bülow det hverv at skrive den poetiske tekst til et pragtværk om Sanderumgårds have (med talrige af Johan Frederik Clemens stukne prospekter), og for det betydelige honorar herfor genoptog han atter (1825) de afbrudte kirurgiske studier i København. Men det gik ikke bedre end tidligere; han forsømte studierne og absorberedes bestandig mere af skøn litterære skriverier og oversættelser, mest af populær medicinsk litteratur. Og samtidig forelskede han sig i en tjenestepige, med hvem han derpå samlevede og fik to børn. Han søgte samtidig om skilsmisse fra sin ægteviede hustru, som levede i Odense med sine børn i nød og fattigdom. Efter forgæves forsøg på at absolvere eksamen vendte han tilbage til sin post, men blev bestandig mere forsømmelig i tjenesten.
Vel samlede han sig nu til udgivelse af to større bibliografiske skrifter, der har en vis solid karakter, et Literaturæ scientiæ rerum naturalium in Dania, Norvegia et Holsatia usque ad annum 1829 enchiridion (1829) og senere et Bibliotheca Danorum medica (1832), men 1830 fik han ved sin forsømmelighed afsked som militærlæge.

## Raketten
Nu kastede han sig over publikation af skandskrifter mod sine formentlige forfølgere, begyndte på udgivelsen af månedsskrifter, først af en mere uskyldig karakter såsom Forpostfægtning (1830) vendt mod oberst Høegh-Guldberg. Senere efter at have vendt tilbage til København, hvor den tjenestepige som han havde indledt et forhold med var død af tyfus og han således havde to moderløse børn at forsørge, 1831-33 det plumpe, men ikke uden virtuositet og talent redigerede smudsblad Raketten. Det vakte betydelig sensation og fandt rivende afsætning, så at han på en gang fik gode indtægter, men samtidig også flere processer på halsen.
Raketten åndede had og bitterhed, især var angreb på Høegh-Guldberg og Tønder stående artikler, hvori Winther gav sin hævngerrighed frit løb. Men den indeholdt også artikler mod offentlige myndigheder og private personer af en sådan beskaffenhed, at de ikke sjældent medførte processer og høje bøder. Herom brød Winther sig ikke synderlig, da de betydelige indtægter, han havde af bladet, gav ham midler til at betale dem. Men den 10. september 1832 ramtes han af det værste stød. For en artikel mod borgmester, justitsråd Hans Astrup Fleischer i Århus blev han af Hof- og Stadsretten dømt til at betale 3 mark i bøde og til fængsel på vand og brød i 4 gange 5 dage. Han appellerede sagen til Højesteret, og denne formildede dommen. Men da den faldt, var han død, 26. februar 1834, af en tærende sygdom. Der var flere igangværende sager imod ham ved hans død, bl.a. en anlagt af kongen, Frederik 6., i forbindelse med en fejlagtig artikel som Winther havde bragt i sit blad. På trods af Winthers død nægtede kongen af frafalde sagen, og den førtes til ende, dog kun med den ønskede domfældelse i enkelte anklagepunkter.
Med hans død ophørte Raketten imidlertid ikke, den blev fortsat af en person ved navn R. Philip, der også havde været eskadronskirurg og ligesom Winther var blevet afskediget. Han havde været en flittig medarbejder i Raketten mens Winther levede, og han fortsatte senere i dette blad navnlig angrebene på borgmester Fleischer; men under hans udgivelse sygnede bladet hen, dets abonnement aftog, og det hjalp ikke at det skiftede navn og blev kaldt Kometen. Omtrent halvandet år efter Winthers død eksisterede bladet ikke mere.
Rakettens koncept blev i løbet af 1830'erne kopieret af adskillige andre, og de skulle alle have et lignende hårdtslående farvestrålende navn. Således udkom Raketten med Stjerner og Skærsilden (begge udgivet af en typograf Carl August Møller), Lynstraalen (udgivet 1833 af Johan Christian Richter), Sværmeren (1834 af J.S. Dethmer) og Sandhedsfaklen (udgivet 1834-35 af en krigsassessor Hald). De konkurrerede alle om at være mest yderligtgående polemiske og var fyldt med personlige fornærmelser.